# The Nines
The Nines es una película de género dramático y thriller del 2007. Fue escrita y dirigida por John August y protagonizada por Ryan Reynolds, Hope Davis, Melissa McCarthy y Elle Fanning.

## Estructura narrativa
The Nines está dividida en tres partes, centradas en tres hombres: Gary, un actor en conflicto, Gavin, un guionista de televisión, y Gabriel, un diseñador de videojuegos de computadora (todos interpretados por Ryan Reynolds), que tratan de descubrir el secreto de una serie de hechos extraños que ocurren en sus vidas.

## Argumento
Gary es un actor que interpreta a un policía en la televisión. En una escena de una película, rompe un encendedor para quemar todas las cosas de su exnovia y bebé, además de conducir mientras usa crack. Finalmente, choca y llega sobrio a la cárcel, donde es puesto bajo arresto domiciliario por la atenta mirada de una publicista alegre y tenaz llamada Margaret. Ella lo muda a una casa vacía de un escritor que está muy lejos, en Canadá, donde se encuentran rodando una película. Es allí donde Gary conoce a Sarah, una vecina atractiva y aparentemente de buena disposición. Su amistad con Margaret florece y suceden cosas extrañas: encuentra notas que no recuerda haber escrito, escucha ruidos y parece encontrarse consigo mismo en la cocina. Dos capítulos restantes revelan lo que está pasando.

## Recepción
La película obtuvo un 63 % (fresco) en Rotten Tomatoes.

## Reparto
- Ryan Reynolds
- Melissa McCarthy
- Hope Davis
- Elle Fanning como Noelle

## Banda sonora
- You Keep Me Hangin' On, de Ferris Wheel.
- Trucha, de Ghostman MC.
- Alive Transmission, de The Shys.
- Hang On Little Tomata, de Pink Martini.
- Is That All There Is, de Hope Davis.
- Paper Plane, de Persephone's Bees.
- Teenage Villain, de Keith Mansfield.
- Bang Bang To The Rock 'N' Roll, de Gabin.
- Comet Samba, de Cabaret Diosa.
- Monokini Ou Bikini, de Georges Deligny.
- Romantico Bosanova, de Philippe Bestion.
- As Long As He Needs Me, de Melissa McCarthy.
- Multiply, de Jamie Lidell.
- Sugar Town, de Juliet Turner.
- Myopia, de The Skeem.
- Tears Coming Home, de Sebastien Schuller.
- Chopin Nocturne 1, Opus 32, de Danielle Luppi.
- The Other Side Of Mt. Heart Attack, de Liars.
- The Finish Line, de Snow Patrol.